# HD61260
HD61260 — хімічно пекулярна зоря спектрального класу
B9 й має видиму зоряну величину в смузі V приблизно 10,1.

## Пекулярний хімічний склад
Зоряна атмосфера HD61260 має підвищений вміст 
Si
.